# Trinovanti
I Trinovanti o Trinobanti erano una tribù celtica dell'antica Britannia. Il loro territorio era sul lato settentrionale dell'estuario del Tamigi nell'Essex e nel Suffolk, includendo anche le terre che ora si trovano nell'area amministrativa della Greater London.  Il loro nome significa "davvero nuovo", forse nel senso di "novizi", "neofiti". Avevano come capitale Camulodunum (oggi Colchester), che, secondo alcune leggende, sarebbe Camelot).

## Storia
Poco prima dell'invasione di Gaio Giulio Cesare nel 55 e nel 54 a.C., i Trinovanti erano considerati la tribù più potente della Britannia. In quel tempo la loro capitale era forse Braughing. In alcuni manoscritti del De bello Gallico di Cesare il loro re sarebbe stato Imanuenzio, sebbene in altri manoscritti non sia dato nessun nome.
Prima della seconda spedizione cesariana, il re fu spodestato da Cassivellauno, che si ritiene fosse un catuvellauno. Suo figlio, Mandubracio, fuggì in Gallia sotto la protezione di Cesare. Durante la seconda invasione dell'isola, Cesare sconfisse Cassivellauno e rimise Mandubracio sul trono.
Mandubracio, Addedomaro e Dubnovellauno compaiono nelle genealogie e nelle leggende medievali celtiche con i nomi, rispettivamente, di Manawydan, Aedd Mawr (Addedo il Grande) e Dyfnwal Moelmut (Dubnovellauno il Calvo e Silenzioso), le Triadi Gallesi ricordano Aedd Mawr come uno dei fondatori della Britannia.
I Trinovanti tornarono sul palcoscenico della storia quando presero parte alla rivolta contro i romani, guidata dalla regina Budicca nel 60. Il loro nome compare tra le civitates della Britannia romana, con capitale a Cesaromago (oggi Chelmsford, nell'Essex).
Il loro nome sopravvisse nella leggenda inglese come Trinovantum, che Goffredo di Monmouth e altri ritengono sia stato il primo nome di Londra. Secondo Goffredo, il nome deriva da Troi-novantum, cioè "Nuova Troia". Così crea una connessione con la leggenda secondo cui la Britannia fu fondata da Bruto e altri rifugiati troiani